# Neolophonotus natalensis
Neolophonotus natalensis är en tvåvingeart som först beskrevs av Ricardo 1920.  Neolophonotus natalensis ingår i släktet Neolophonotus och familjen rovflugor. Inga underarter finns listade i Catalogue of Life.